# Saint-Jean-des-Vignes
Saint-Jean-des-Vignes este o comună în departamentul Rhône din sud-estul Franței. În 2009 avea o populație de 394 de locuitori.

## Evoluția populației
| An        | 1975 | 1982 | 1990 | 1999 | 2006 | 2009 |
| --------- | ---- | ---- | ---- | ---- | ---- | ---- |
| Populație | 202  | 241  | 324  | 381  | 397  | 394  |